# Ballers
Ballers est une série télévisée américaine en 47 épisodes d'environ 28 minutes créée par Steve Levinson, diffusée entre le 21 juin 2015 et le 13 octobre 2019 sur HBO et en simultané sur HBO Canada.
En France, la série est diffusée depuis le 22 juin 2015 sur OCS et rediffusée depuis le 19 décembre 2016 sur Canal+ Séries et diffusée au Québec, depuis le 3 septembre 2015 sur Super Écran.

## Synopsis
Après une grande carrière en tant que footballeur professionnel, Spencer Strasmore prend sa retraite et se lance dans la gestion de carrière de la nouvelle génération de footballeurs, mais il découvre rapidement que dans ce milieu, la compétition est tout aussi intense que sur le terrain.

## Distribution
Sauf indication contraire, les informations mentionnées dans cette section peuvent être confirmées par la base de données cinématographiques IMDb,  présente dans la section « Liens externes ».

### Personnages principaux
- Dwayne Johnson (VF : Gilles Morvan) : Spencer Strasmore
- John David Washington (VF : Namakan Koné) : Ricky Jerret
- Rob Corddry (VF : Jacques Bouanich) : Joe Krutel
- Omar Benson Miller (VF : Jean-Baptiste Anoumon) : Charles Greane
- Donovan W. Carter (VF : Christophe Peyroux) : Vernon Littlefield
- Troy Garity (VF : Philippe Bozo) : Jason
- London Brown (en) (VF : Sidney Kotto) : Reggie
- Jazmyn Simon (VF : Laurence Mongeaud) : Julie Greane
- Brittany S. Hall (VF : Alice Taurand) : Amber Kelley (saisons 4 et 5, récurrente saison 3)
- Arielle Kebbel (VF : Pauline Moingeon Vallès) : Tracy Legette (saison 2, récurrente saisons 1 et 5)

### Personnages récurrents
- Serinda Swan (VF : Marie-Madeleine Burguet) : Chloé, la petite amie de Spencer
- Dulé Hill (VF : Mohad Sanou) : Larry Siefert, le GM des Miami Dolphins
- Anabelle Acosta (VF : Nathalie Bienaimé) : Annabella
- Antoine Harris (en) (VF : Asto Montcho) : Alonzo Cooley
- Richard Schiff (VF : Bernard Métraux) : M. Anderson
- Clifton Collins Jr. (VF : Diego Asensio) : Maximo Gomez
- Terrell Suggs (VF : Frantz Confiac) : Terrell Suggs
- Robert Wisdom (VF : Günther Germain) : Dennis
- Andy Garcia (VF : Bernard Gabay) : Andre Allen (saison 2)
- Jay Glazer (en) (VF : Patrick Messe) : Jay Glazer (saison 2)
- Christopher McDonald (VF : Philippe Catoire) : Boss-man, le propriétaire des Cowboys de Dallas (saisons 2, 3 et 5)
- Steve Guttenberg (VF : Gabriel Le Doze) : Wayne Hastings Jr. (saison 3)
- Eli Goree (VF : Jean-Michel Vaubien) : Quincy Carter (saison 4)
Version française
  - Société de doublage : Karina Films[7],[8]
  - Direction artistique : Claudio Ventura[8]
  - Adaptation des dialogues : Sébastien Michel et Éric Lajoie[8]

 Source et légende : version française (VF) sur RS Doublage et Doublage Séries Database

## Production

### Développement
Le 2 mai 2013, la chaîne à péage HBO annonce la commande d'un épisode pilote avec Dwayne Johnson dans le rôle principal,. Le 13 février 2014, HBO annonce officiellement, après le visionnage du pilote, la commande du projet de série,.
Le 9 avril 2015, la date de lancement de la série est annoncée au 21 juin 2015,.
Le 10 juillet 2015, la série a été renouvelée pour une deuxième saison de dix épisodes.
Le 28 juillet 2016, la série a été reconduite pour une troisième saison.
Le 14 mars 2017, le lancement de la troisième saison est annoncé au 23 juillet 2017,.
Le 8 août 2017, HBO annonce la reconduction de la série pour une quatrième saison,.
Le 6 septembre 2018, la série a été reconduite pour une cinquième saison.
Le 23 août 2019, Dwayne Johnson annonce lui-même l'arrêt de la série après une cinquième et dernière saison.

### Fiche technique
Sauf indication contraire, les informations mentionnées dans cette section peuvent être confirmées par la base de données cinématographiques IMDb,  présente dans la section « Liens externes ».
- Titre original et français : Ballers
- Création : Steve Levinson
- Réalisation : Julian Farino, Simon Cellan Jones et Seith Mann
- Scénario : Stephen Levinson, Rashard Mendenhall, Evan T. Reilly, Steve Sharlet et Rob Weiss
- Musique générique : Right Above It de Lil Wayne featuring Drake
- Direction artistique : Chase Harlan et Kevin Kavanaugh
- Décors : Barbara Peterson-Malesci, J. Mark Harrington (superviseur)
- Costumes : Robert Mata, Molly Rogers, Marian Toy et Tiffany Hasbourne
- Photographie : Jaime Reynoso
- Montage : Jeffrey M. Werner, Darrin Navarro et Jonathan Schwartz
- Production : Karyn McCarthy et Bret Slater
  - Coproduction : Marlis Pujol, Julie Camino et Joseph Krutel
  - Production associée : Spencer Strasmore, Joseph Krutel et Kelly Kreiser
  - Production exécutive : Karyn McCarthy , Denis Biggs, Julian Farino, Stephen Levinson, Peter Berg, Mark Wahlberg et Dwayne Johnson
- Sociétés de production : 7 Bucks Entertainment, Closest to the Hole Productions, Film 44 et Leverage Management
- Sociétés de distribution (télévision) : Home Box Office (HBO)
- Pays de production :  États-Unis
- Langue originale : anglais
- Format : couleur - 1,85:1 - son Dolby Digital
- Genre :
- Durée : 25 minutes

## Épisodes

### Première saison (2015)
1. Pilote (Pilot)
2. Un gros contrat (Raise Up)
3. Briser les chaînes (Move the Chains)
4. Des têtes vont tomber (Heads Will Roll)
5. La Charge à la machette (Machete Charge)
6. Tout est dans tout (Everything Is Everything)
7. Nouveaux Départs (Ends)
8. Manipulation (Gaslighting)
9. Collision (Head-On)
10. Flamants roses (Flamingos)

### Deuxième saison (2016)
Elle a été diffusée du 17 juillet au 25 septembre 2016.
1. Nouvelle donne (Face of the Franchise)
2. Dans le temple du foot (Enter the Temple)
3. Elidee (Elidee)
4. Un monde de douleurs (World of Hurt)
5. La Plupart des gars (Most Guys)
6. Un samedi d'embrouilles (Saturdaze)
7. Tout le monde sait (Everybody Knows)
8. Gagner du temps (Laying in the Weeds)
9. Des millions de dollars dans un sac (Million Bucks in a Bag)
10. Quitte ou double (Game Day)

### Troisième saison (2017)
Elle a été diffusée du 23 juillet au 24 septembre 2017.
1. Petites graines d'expansion (Seeds of Expansion)
2. Ce qui se passe à Las Vegas (Bull Rush)
3. Dans la tronche (In the Teeth)
4. Revanche sur la vie (Ride and Die)
5. Tout se Ligue contre nous (Make Believe)
6. Je déteste New York (I Hate New York)
7. Ricky-Leaks (Ricky-Leaks)
8. Le Tout pour le tout (Alley-Oops)
9. Concurrence (Crackback)
10. Renégociations (Yay Area)

### Quatrième saison (2018)
Elle est diffusée depuis le 12 août 2018.
1. Ca déménage (Rough Ride)
2. T'as pas envie d'être Obama ? (Don't You Wanna Be Obama?)
3. C'est pas notre monde (This Is Not Our World)
4. Le Pardon, c'est la vie (Forgiving Is Living)
5. Rebonds (Doink)
6. Trêve de bavardages (No Small Talk)
7. Des gamins qu'ont de l'avenir (The Kids Are Aight)
8. Le diable vous connaît (The Devil You Know)
9. On n'est jamais aussi bien que chez soi (There's No Place Like Home, Baby)

### Cinquième saison (2019)
Cette dernière saison de huit épisodes est diffusée depuis le 25 août 2019 sur HBO.
1. Les protocoles c'est pour les losers (Protocol Is for Losers)
2. C'est sûrement les chaussures (Must Be the Shoes)
3. C'est mal barré (Copernicursed)
4. Municipal (Municipal)
5. Zut (Crumbs)
6. Ludo éducatif (Edutainment)
7. Qui veut une sucette ? (Who Wants a Lollipop)
8. Réservé aux joueurs (Players Only)